# North Korea Intellectuals Solidarity
North Korea Intellectuals Solidarity é um grupo de dissidentes norte-coreanos que residem na Coreia do Sul. Foi fundado por Kim Heung Kwang em outubro de 2008.